# Alexander Maunder
Alexander Maunder (n. 3 februarie 1861, Loxbeare⁠(d), Mid Devon, Anglia, Regatul Unit al Marii Britanii și Irlandei – d. 22 februarie 1932, Bickleigh⁠(d), Mid Devon, Anglia, Regatul Unit) a fost un trăgător de tir ce a reprezentat Marea Britanie la Jocurile Olimpice, medaliat olimpic. A participat la 2 ediții ale Jocurilor Olimpice (1908, 1912) în care a câștigat o medalie de aur, o medalie de argint și o medalie de bronz.